# Dieu pardonne, elles jamais !
Pour plus de détails, voir Fiche technique et Distribution.
Dieu pardonne, elles jamais ! (Some Girls Do) est une comédie d'espionnage britannique réalisé par Ralph Thomas et sortie en 1969.
Basé sur le personnage de Bulldog Drummond créé par Herman Cyril McNeile, Dieu pardonne, elles jamais est aussi la suite du film Plus féroces que les mâles.

## Synopsis
Le criminel Carl Petersen tente de retarder la production d’un tout nouvel avion de ligne supersonique par des actes de meurtre et de sabotage. Il utilise notamment des robots féminins possédant des cerveaux électroniques comme armes pour atteindre ses objectifs.

## Fiche technique
Sauf indication contraire, les informations mentionnées dans cette section peuvent être confirmées par la base de données cinématographiques IMDb,  présente dans la section « Liens externes ».
- Titre français : Dieu pardonne, elles jamais ! ou Bulldog Drummond et les filles[1]
- Titre original britannique : Some Girls Do
- Réalisation : Ralph Thomas
- Scénario : David D. Osborn, Liz Charles-Williams
- Photographie : Ernest Steward
- Montage : Ernest Hosler
- Musique : Charles Blackwell (en)
- Production : Betty E. Box
- Sociétés de production : The Rank Organisation, Ashdown Film Productions
- Pays de production :  Royaume-Uni
- Langue originale : anglais
- Format : Couleur - 1,66:1 - Son mono - 35 mm
- Durée : 91 minutes
- Genre : Comédie d'espionnage
- Dates de sortie :
  - Royaume-Uni : 23 janvier 1969
  - France : 30 juin 1971

## Distribution
- Richard Johnson : Hugh Drummond, dit « Bulldog »
- Daliah Lavi : Baronica Helga
- James Villiers : Carl Petersen
- Beba Lončar : Pandora
- Maurice Denham : Dudley Mortimer
- Robert Morley : Miss Mary